# Tanyproctus kriecheldorffi
Tanyproctus kriecheldorffi är en skalbaggsart som beskrevs av Edmund Reitter 1909. Tanyproctus kriecheldorffi ingår i släktet Tanyproctus och familjen Melolonthidae. Inga underarter finns listade i Catalogue of Life.